# Konsztantyin Nyikolajevics Romanov orosz nagyherceg
Konsztantyin Nyikolajevics Romanov, ismert még mint Konsztantyin Nyikolajevics nagyherceg, oroszul: Великий князь Константин Николаевич Романов; (Szentpétervár, 1827. szeptember 21. – Pavlovszk, 1892. január 25.) a Holstein–Gottorp–Romanov-házból származó orosz nagyherceg, az Orosz Cári Haditengerészet főtengernagya, valamint Lengyelország cári helytartója 1862–1864 között. I. Miklós orosz cár és Hohenzollern Alekszandra Fjodorovna cárné fia és II. Sándor cár testvére.

## Élete

### Származása és tanulmányai
Konsztantyin Nyikolajevics nagyherceg I. Miklós cár és Sarolta porosz királyi hercegnő második fia, illetve nyolcadik gyermekeként jött világra 1827-ben.
Noha ifjabb korukban még a fiúgyermekekre is női nevelők vigyáztak, Konsztantyin nagyherceg mellé már ötévesen férfi oktatót nevezett ki édesapja. A cár vágyálma az volt, hogy második fia csatlakozzék a Cári Haditengerészethez, ezért Fjodor Petrovics Litke grófot választotta a nagyherceg nevelőjeként. Litke gróf amolyan „felfedező–tudós–tengerész” volt, aki igen fiatalon körbehajózta a Földet, és aki a tengerről szóló izgalmas történetekkel szórakoztatta tanítványát. A gróf kezdetben általános tengerészeti alapismeretekre oktatta a nagyherceget, azonban ahogy Konsztantyin Nyikolajevics idősebb lett, a matematika, a természettudományok, a navigáció és a kormányzati adminisztráció is szerepet kaptak tanóráin. A nyelvek szintúgy fontos részét képezték Konsztantyin Nyikolajevics nevelésének: az oroszon kívül még franciául, angolul és németül beszélt. A katonai tanulmányok mellett a nagyherceg kedvelte a zenét és a művészeteket. A rajzoláshoz való tehetsége hamar megmutatkozott; a csellózás művészetébe Ivan Seifert vezette be. Homérosz iránti rajongása késztette arra, hogy németből oroszra fordítsa le az Odüsszeiát. Litke hatására a nemrégiben megalapított Orosz Földrajzi Társaság lelkes patrónusává vált.
Nyolcéves korában szülei egy apró jachttal lepték meg a nagyherceget, amelyen Peterhof és Kronstadt között hajókázhatott. Pár évvel később németországi tanulmányútra küldték, majd 1836-ban a parancsnokságára bízták egy Herkules nevű hajót, mellyel Litke felügyelete alatt hosszabb expedícióra indult. Tizenhat évesen nevezték ki az Odüsszeusz fregatt kapitányává. Az Odüsszeusz fedélzetén behajózta a Finn-öblöt és a Földközi-tengert is.
A nagyherceg életében fontos szerepet töltött be nagynénje, Jelena Pavlovna nagyhercegné. A nagyhercegné tanulmányai során végig támogatta és bátorította unokaöccsét, ő csiszolgatta Konsztantyin Nyikolajevics irodalmi műveltségét. Jelena Pavlovna fontos szerepet töltött be a Romanov családban és az orosz politikai életben egyaránt, liberális eszméi nagy hatással és benyomással bírtak Konsztantyin nagyhercegre. A nagyherceg hatalmas könyvtárat hozott létre, amelyben főként hajózási szakkönyvek voltak, de gyűjtötte a kortárs írók műveit is.

### Házassága és gyermekei
A nagyherceget így jellemezte egyik beosztottja: „arcbőre fakó volt, haja színe inkább természetes, és a tengerpart homokjára emlékeztetett. Szeme szürke volt, álmodozó és félig zárkózott, és hatalmas, faorrnak tűnő szaglószerve megállta a helyét édesapja görögös profilja mögött”. Alacsony termete szokatlannak minősült a magasságukról ismert Romanovok között; ehhez párosult kiszámíthatatlan természete és gyakori barátságtalansága.
1846-ban Konsztantyin Nyikolajevics Stuttgartba utazott, hogy részt vegyen testvére, Olga Nyikolajevna nagyhercegnő és Károly württembergi trónörökös herceg esküvőjén. A menyegzőt követően a nagyherceg továbbutazott Altenburgba, hogy találkozzék Alexandra szász–altenburgi hercegnővel. A nagyherceg és a hercegnő megismerkedését a cári szülők siettették, mert úgy vélték, Alexandra hercegnő jó hatással lesz majd fiuk ingadozó természetére. Konsztantyin Nyikolajevics első látásra beleszeretett a hercegnőbe. „Nem tudom, mi történt velem. Teljesen kicserélődtem. Csupán egy gondolat hajt, csupán egy kép lebeg a szemeim előtt, mindig és kizárólag ő, az angyalom, a csillagom. Valóban úgy gondolom, hogy szerelmes vagyok. Mennyi ideje is ismerem? Alig néhány órája, és máris fülig beleszerettem…” – emlékezett meg naplójában a nagyherceg. Konsztantyin Nyikolajevics megkérte Alexandra hercegnő kezét, a hercegnő pedig igent mondott, azonban az esküvőig két évet kellett várniuk, hogy Konsztantyin nagyherceg nagykorúvá váljék.
Alexandra hercegnő 1847. október 12-én érkezett meg Oroszországba. Februárban a cári család elvárásainak megfelelően áttért az ortodox hitre, és felvette az „Alekszandra Joszifovna” nevet. Alekszandra Joszifovna és Konsztantyin Nyikolajevics 1848. szeptember 11-én kelt egybe Téli Palotában.
Házasságuk első évei boldogságban teltek. Mindketten muzikális beállítottságúak voltak, pavlovszki és sztrelnai otthonuk számos koncert, rendezvény színhelyéül szolgált. A szentpétervári Márvány palotát nászajándékként kapták I. Miklós cártól, akárcsak Sztrelnát, mely egykoron Konsztantyin Pavlovics nagyherceg és lengyel helytartó tulajdonában állt. A pavlovszki birtokot Mihail Pavlovics nagyherceg hagyta a házaspárra, a krími Oreanda palota pedig Alekszandra Fjodorovna cárné halála után szállt rájuk.

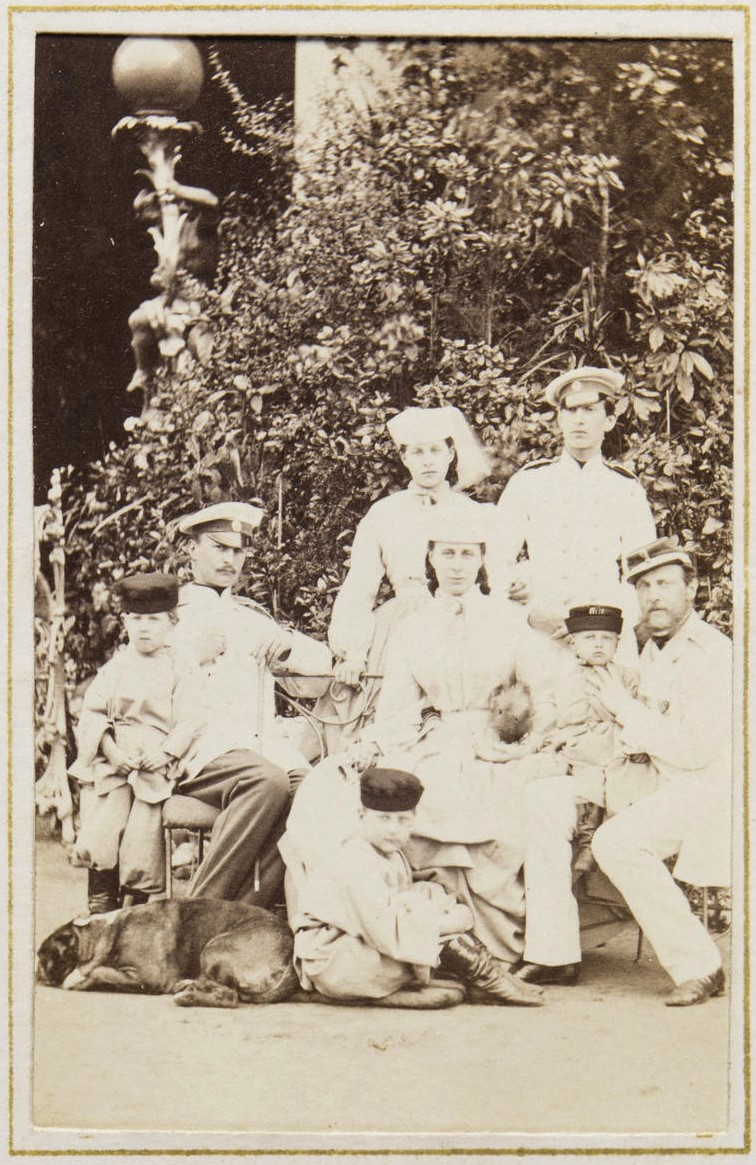
Konsztantyin Nyikolajevics nagyherceg családja körében

Konsztantyin Pavlovicsnak és Alekszandra Joszifovnának hat gyermeke született, akik jórészt Pavlovszkban és Sztrelnában nőttek fel:
- Nyikolaj Konsztantyinovics nagyherceg (1850–1918), kitagadták a családból és száműzték
- Olga Konsztantyinovna nagyhercegnő (1851–1926), házassága révén görög királyné
- Vera Konsztantyinovna nagyhercegnő (1854–1912), házassága révén württembergi hercegné
- Konsztantyin Konsztantyinovics nagyherceg (1858–1915), „KR” álnéven híres költő
- Dmitrij Konsztantyinovics nagyherceg (1860–1919), a Cári Hadsereg tisztje, a bolsevikok kivégezték
- Vjacseszlav Konsztantyinovics nagyherceg (1862–1879), fiatalon elhunyt betegség következtében.

### A hadseregben
1849-ben Konsztantyin nagyherceget Magyarországra vezényelték, hogy részt vegyen első katonai bevetésén az osztrákok oldalán, a magyar forradalom leverésében. A harctéren szerzett sikereinek elismeréseként megkapta a Szent György-keresztet, egy igen magas hadi kitüntetést. Egy évvel később a nagyherceget az Államtanács tagjává választották. 1853-ban I. Miklós valóra váltotta nagy álmát fiával kapcsolatban: Konsztantyint az Orosz Haditengerészet főtengernagyává nevezte ki. Ebben a pozícióban Konsztantyin Nyikolajevics feladatai közé tartozott megreformálni a tengerészetet, és apja halála után békét kihozni egy olyan háborúból, amelyet Oroszország tulajdonképpen már elvesztett – a krími háborúból. Bátyja, II. Sándor cár, aki továbbra is igényt tartott a nagyherceg szolgálataira, a Krímbe küldte öccsét, hogy Oroszországot a lehető legjobban hozza ki a helyzetből. A nagyherceg küldetése sikerrel járt, tovább erősítve a cár a közte fennálló jó kapcsolatot. II. Sándor cár később III. Napóleon francia császárhoz is őt küldte tárgyalni.
1857-ben, bátyja trónra lépése után nem sokkal Konsztantyin Nagy-Britanniába és Franciaországba utazott, hogy tanulmányozza az ottani tengerészeti állapotokat. Az angol és a francia példákon okulva tért haza azzal a céllal, hogy jelentősen megújítja a Cári Haditengerészetet. A hadihajókat felújíttatta és korszerűsíttette, számukat megnövelte. Főleg a balti-tengeri flotta erősödött meg, de jelentősen gyarapodott a csendes-óceáni hadihajók száma is. A nagyherceg egyedül a fekete-tengeri flottához nem tudott hozzányúlni, ez ugyanis a krími háború elvesztése miatt az angolok és a franciák ellenőrzése alatt állt.
Annak ellenére, hogy Konsztantyin minden tőle telhetőt megtett, sokan kritizálták reformjait. Bár a korrupciót sikerült visszaszorítania, sok katona még mindig rossz körülmények között dolgozott, és a fegyverek sem voltak elég korszerűek. A reformok azonban sikeresnek voltak mondhatóak: a nagyherceg a világ harmadik haditengerészeti nagyhatalmává tette az Orosz Birodalmat.

### A jobbágyfelszabadítás
II. Sándor cár uralkodása alatt a legjelentősebb reform a jobbágyfelszabadítás volt, amelyben Konsztantyin Nyikolajevics igen jelentős szerepet játszott. 1857-ben II. Sándor felkérte őt, hogy csatlakozzék a felszabadítást felügyelő bizottsághoz. 1858-ban a nagyherceg, Jakov Ivanovics Rosztovcev és Nyikolaj Alekszejevics Miljutyin, valamint követőik és támogatóik lényegében újraalapították a bizottságot, mivel túl lassúnak és körülményesnek ítélték addigi működését.
A nemesség egy része erősen kritizálta Konsztantyin Nyikolajevics munkásságát, mivel nekik nem állt érdekükben a jobbágyfelszabadítás. A folyamatos rosszalló megítélés, az erőltetett munka és a hevesen ellenálló nemesség kimerítették a nagyherceget, annál is inkább, mivel negatív megítélése eljutott a cárig is, aki részben helyt adott ezeknek. Bár II. Sándor cár nem szólította fel a bizottságból való távozásra, Konsztantyin Nyikolajevics egy kemény év után úgy döntött, külföldre utazik pihenni, és egy időre felfüggeszti a munkát.
A nagyherceg tizenkét hónappal később tért ismét vissza, és állt újra munkába. A felszabadítás, melyben tevékeny szerepet vállalt Konsztantyin Nyikolajevics régi támogatója, Jelena Pavlovna nagyhercegné is, végül 1861-ben fejeződött be; a végén II. Sándor köszönetet mondott öccsének hasznos tevékenységéért.

### A Lengyel Királyság helytartójaként

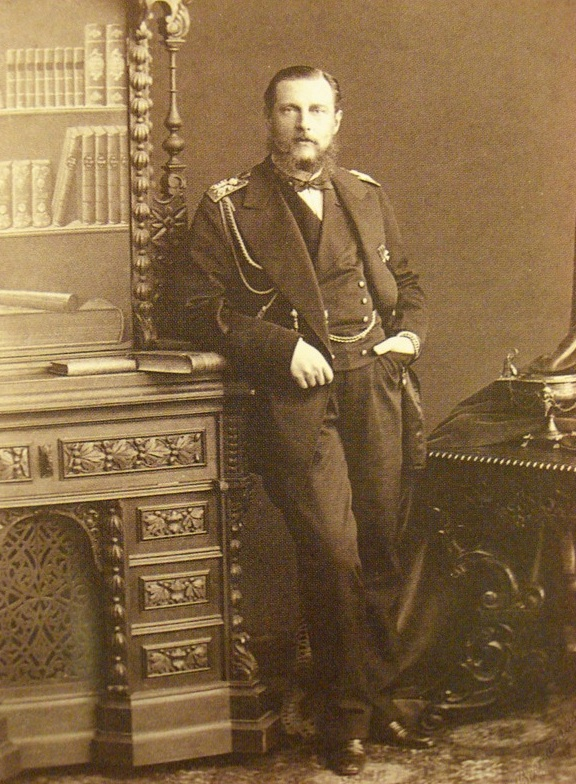
Konsztantyin Nyikolajevics nagyherceg

Az orosz fennhatóság alatt álló Lengyelországban 1860–61 között lezajló tüntetések nagyon aggasztották a cárt, így egy keménykezű embert akart kinevezni Lengyelország élére. Az uralkodó öccsére, Konsztantyin Nyikolajevicsre ruházta a Lengyelország feletti hatalmat jelentő lengyel helytartói címet. 1862 elején Konsztantyin Nyikolajevics nagyherceg és családja megérkezett Varsóba. Július 4-én, egy nappal azután, hogy a nagyherceg átvette főkormányzó tisztségét, egy lengyel nacionalista merényletet követett el ellene, miközben hazafelé tartott egy színházi előadásról.
Bár semmi baja nem esett, II. Sándor kérte, térjen haza az orosz fővárosba. A nagyherceg azonban Lengyelországban maradt, és kozák testőrökkel vette körül magát és családját. Felesége, Alekszandra nagyhercegné támogatta mindenben; a nagyherceg hatodik fia, Vjacseszlav Konsztantyinovics lengyel földön született meg. Vjacseszlav nagyherceg keresztelőjére hivatalos volt Alekszandr Alekszandrovics nagyherceg, II. Sándor cár második fia és Konsztantyin Nyikolajevics unokaöccse. Alekszandr Alekszandrovics lett Vjacseszlav Konsztantyinovics keresztapja, ám Konsztantyin nagyherceg nyilvánosan megsértette unokaöccsét egy vacsora alkalmával. Konsztantyin Nyikolajevics és Alekszandr nagyherceg ettől fogva kölcsönös ellenszenvvel viseltettek egymás irányába, amely főként akkor kapott jelentőséget, mikor Alekszandr nagyherceget III. Sándor néven Oroszország cárjává koronázták.
Konsztantyin nagyherceg megkedvelte a lengyeleket, és nagyobb szabadságot akart biztosítani számukra. A lengyel lett újra a hivatalos nyelv, az egyetemek újra működtek, az orosz hivatalnokokat lengyelek váltották fel, és a nagyherceg udvartartásában is főként a lengyel emberek kaptak szót. Ezek az intézkedések nem elégítették azokat a lengyel hazafiakat, akik teljes függetlenséget akartak. Az elégedetlenkedőket sorozással próbálták ártalmatlanná tenni. Azonban ez 1863-ban felkeléseket eredményezett, melyek hamarosan átterjedtek a birodalom többi, nyugati részére is. Miután elfojtották a zavargásokat, Konsztantyin nagyherceg 1863 augusztusában kérvényezte a cárnál helytartói címének elvételét. II. Sándor cár rábólintott öccse óhajára, azonban a nagyherceg hivatalosan csak 1864 májusában szűnt meg helytartónak lenni, amikor Fjodor Fjodorovics Berg gróf megérkezett átvenni a posztot.

### Az Államtanács elnökeként
Miután visszatért Szentpétervárra, Konsztantyin nagyherceg a Haditengerészeti Minisztériumhoz került, és újra a katonaságnak szentelhette magát. Újabb reformokat vezetett be, ezúttal a minisztériumban. Hét évet töltött el itt, majd a zsidókat felügyelő bizottság élére állt. Hűséges szolgálatáért és megbízhatóságáért végül az Államtanács elnökévé emelték 1865-ben. Fivére reformjaiba és kormányzásába továbbra is kapott beleszólást, ily módon azonban számos ellenséget szerzett magának. Előre látva az ország helyzetét, 1857-ben ő bátorította bátyját arra, hogy eladja egy brit flottatámadás ellen védhetetlennek ítélt Alaszkát az Amerikai Egyesült Államoknak. (Az eladásra jogi bonyodalmak és politikai események – az amerikai polgárháború – miatt végül csak 10 évvel később, 1867-ben került sor.)
Ezzel egy időben több más posztot is betöltött: az Orosz Földrajzi Társaság, 1873-tól a Birodalmi Zenei Társaság elnökeként dolgozott.

### A család széthullása
Konsztantyin Nyikolajevics és Alekszandra Joszifovna kezdetben jól működő házassága az idő előrehaladtával tönkrement. Közel húsz évnyi harmónia után a család élete felfordult, mely 1867-ben kezdődött, mikor Olga Konsztantyinovna feleségül ment I. György görög királyhoz. Konsztantyin Nyikolajevics nagyherceg nehezen viselte el Olga nagyhercegnő elvesztését, főleg mert kisebbik leányát, az ideggyengeségben szenvedő Vera Konsztantyinovnát Württembergbe küldték. A kezelhetetlen Vera nagyhercegnőt szülei Olga Nyikolajevna württembergi királynéra bízták, akinek nem született saját gyermeke, és így édes gyermekeként szerette unokahúgát. Vera Konsztantyinovnát sikeresen meggyógyították, ám a nagyhercegnő nem tért haza szüleihez. Németországban maradt, ahol I. Károly király és Olga királyné örökbe fogadták őt; később egy német herceggel házasodott össze.
1874-ben Konsztantyin nagyherceg legidősebb fiát, Nyikolaj Konsztantyinovicsot rajtakapták, amint pár értékes drágakövet próbált lelopni egy, az édesanyja szobájában található ikonról. Nyikolaj nagyherceg emellett botrányosan viselkedett, mígnem a cári család megelégelte tevékenységét, és száműzték Üzbegisztánba. A nagyherceg amellett, hogy részt vett az üzbég főváros csatornahálózatának megtervezésében, többször is házasságra lépett, néha gyermekekkel is, és volt, hogy egyszerre két felesége is volt. A családi bajokat csak tetézte, hogy 1879-ben Konsztantyin nagyherceg legfiatalabb törvényes fia, Vjacseszlav nagyherceg fiatalon meghalt agyvérzésben.
Az 1860-as évek végén a nagyherceg egyik félrelépéséből született egy leánya, Marie Condousso. Marie-t később Görögországba küldték udvarhölgyként féltestvére, a görög királyné udvarába. 1868-ban Konsztantyin nagyherceg beleszeretett a Szentpétervári Konzervatórium egyik fiatal balerinájába, Anna Vasziljevna Kuznyecovába (1847–1922). Kuznyecova tehetséges balerina, azonban egy balkézről származó gyermek volt. Anna Vasziljevna húsz évvel fiatalabb volt Konsztantyin Nyikolajevicsnél, ennek ellenére 1873-ban megszületett az első gyermekük, akit még négy további követett. Mindannyian a „Knyazev” vezetéknevet viselték:
- Szergej Konsztantyinovics Knyazev (1873–1873), csecsemőként elhalálozott
- Marina Konsztantyinovna Knyazeva (1875–1941), nőül ment Alekszandr Pavlovics Ercsovhoz
- Anna Konsztantyinovna Knyazeva (1878–1920), nőül ment Nyikolaj Nyikolajevics Ljalinhoz
- Iszmajl Konsztantyinovics Knyazev (1879–1885), skarlát következtében meghalt
- Lev Konsztantyinovics Knyazev (1883–1885), skarlát következtében meghalt.

Konsztantyin Nyikolajevics második családját egy nagy, kényelmes dácsába költöztette Pavlovszk közelében, tápot adva ezzel az ellenségeinek, és mély fájdalmat okozva a feleségének. Alekszandra Joszifovnát a nagyherceg teljesen mellőzte, a nagyhercegné pedig megpróbálta ezt méltósággal elviselni.

### Nyugalomba vonulása

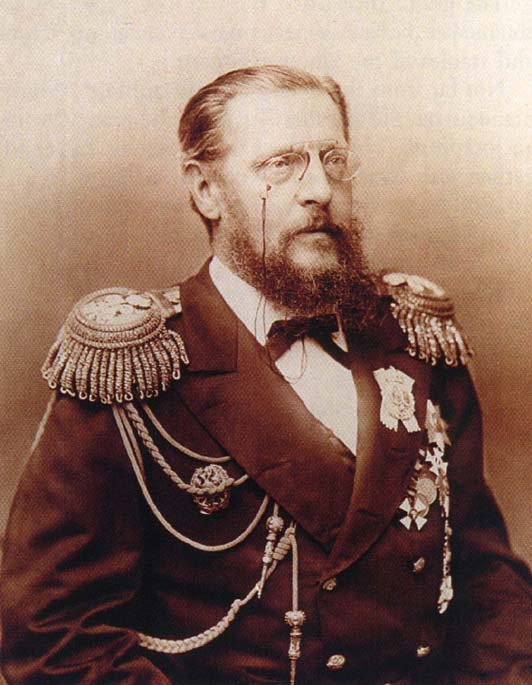
Konsztantyin Nyikolajevics nagyherceg (1875 körül)

1881-ben meghalt II. Sándor egy merénylet során. Utódja az a III. Sándor cár lett, akit Konsztantyin nagyherceg egyszer megsértett egy vacsorán. Okulva apja halálából, III. Sándor sokkal óvatosabban és körültekintőbben látott neki a kormányzásnak. Nem akart liberális eszméjű embereket látni a kormányban, így felszólította nagybátyját, hogy önként mondjon le az Államtanácsban és a Haditengerészeti Minisztériumban betöltött pozíciójáról. Konsztantyin nagyherceg ennek nem tett eleget: „apám hagyományozta rám, hogy szolgáljam elhunyt bátyámat és követőit. Eztán halott bátyám rám bízta a birodalom legmagasabb beosztását, az államtanácsi elnök tisztjét. Ebben a helyzetben, admirálisként, minden lelkesedésemmel és odaadásommal szolgálni fogom az új uralkodót. Ezzel teljesítem apám utolsó kívánságát…”
A cár menesztette őt; az államtanácsi elnökséget Mihail Nyikolajevics nagyhercegnek, a minisztérium vezetői posztot Alekszej Alekszandrovics nagyhercegnek adva. Az elmozdítás hátterében Konsztantyin Nyikolajevics liberalizmusánál több húzódott: III. Sándor nem kedvelte a nagybátyját, ráadásul úgy akarta növelni a hatalmát, hogy a saját testvéreit helyezte befolyásos pozíciókba.
A nagyherceg nemkívánatos személlyé vált az udvarban, és teljesen visszavonult a közélettől; második családja körében töltötte az idejét. Ebben az időben kezdett el többet foglalkozni a sakkal, sakkjátszmáit nemzetközi versenyek alkalmával publikálták. Az Oreanda palotát, amelyet annak idején az édesanyjától örökölt, megsemmisítette egy tűzvész. Konsztantyin nagyherceg soha nem építtette újra, de a helyére felhúzatott egy kis faházat, és itt élt. 1885 áprilisában skarlátban meghalt két törvénytelen fia, Lev és Iszmajl. Szeretőjétől nem született több fia, törvénytelen leányai pedig katonákhoz mentek feleségül. Kedvenc leányát, Olga Konsztantyinovna görög királynét csak egyszer, 1883-ban látogatta meg.

### Halála
Konsztantyin Nyikolajevics élete vége felé teljesen mellőzött lett az udvarban, egyedül unokája, Alexandra görög királyi hercegnő és Pavel Alekszandrovics nagyherceg esküvőjére kapott meghívót. A szakadékot közte és III. Sándor cár között csak tovább mélyítette az az 1886-os rendelet, mely szerint nagyhercegi címet csak azok kaphatnak, akiknek legalább a nagyapjuk cár volt. Ez azt jelentette, hogy Konsztantyin nagyherceg unokái csupán hercegi címet viselhettek, ez pedig kisebb jövedelemmel és hátrányosabb társadalmi pozícióval járt együtt.
1889 elején Konsztantyin szélütést kapott, minek következtében lebénultak a lábai, és nem tudott beszélni. Felesége, Alekszandra nagyhercegné visszatért hozzá és ápolta őt. Alekszandra Joszifovna ugyan nem költöztette ki férje második családját a szomszédos házból, de nem engedte meg, hogy Konsztantyin nagyherceg lássa őket. A nagyherceg ezért egy ízben megütötte feleségét egy bottal, mielőtt az ápolói közbeléphettek volna.
A nagyherceg 1892. január 13-án halt meg Pavlovszkban. Halálos ágyán kibékült unokaöccsével, III. Sándor cárral. Halála előtt felesége behívta hozzá a szeretőjét és két életben maradt leányát, hogy utoljára láthassák őt.